# Мілевська Ксенія Володимирівна
Ксе́нія Володи́мирівна Міле́вська (нар. 9 серпня 1990 року, Мінськ, БРСР) — білоруська тенісистка. Молодша сестра футболіста київського «Динамо» Артема Мілевського.

## Кар'єра
9 червня 2007 року Ксенія в парі з польською тенісисткою Уршулею Радванською виграла відкритий чемпіонат Франції серед дівчат. У фінальній грі польсько-білоруський дует обіграв у двох сетах (6-1, 6-4) румунку Сорану Кирстю та американку Алексу Глетч. Через два місяці, 8 вересня, Мілевська та Радванська виграли відкритий чемпіонат США серед дівчат. Цього разу у фіналі у двох сетах з рахунком (6-1, 6-2) були обіграні грузинська тенісистка Ольга Калашникова та росіянка Ксенія Ликіна.